# فرودگاه شهرستان فرانکلین (خارجه)
فرودگاه شهرستان فرانکلین (خارجه) (به انگلیسی: Franklin County State Airport) یک فرودگاه همگانی بهره‌برداری هوایی است که یک باند فرود آسفالت دارد و طول باند آن ۹۱۴ متر است. این فرودگاه در کشور ایالات متحده آمریکا قرار دارد و در ارتفاع ۶۹ متری از سطح دریا واقع شده است.